# Kei Mikuriya
Kei Mikuriya (Chiba, 29 augustus 1977) is een voormalig Japans voetballer.

## Carrière
Kei Mikuriya speelde tussen 1996 en 2000 voor Yokohama Marinos en Vegalta Sendai.